# Fairy Tail
Fairy Tail és un manga de Hiro Mashima, d'aventures i acció (del gènere shonen).
El manga va començar a serialitzar-se el 23 d'agost de 2006 a la revista Shonen Magazine de l'editorial Kodansha. Actualment ja se n'han publicat 15 volums.
Les productores A-1 Pictures i Satelight van fer una adaptació animada que va començar a emetre's al Japó el 2009.

## Argument
L'argument de Fairy Tail ens explica les aventures dels protagonistes, en Natsu i la Lucy, que a vegades es veuen acompanyats per altres membres de la Confraria Màgica Fairy Tail.
La història comença amb la jove bruixa Lucy i la seva ambició de poder ser admesa a la Confraria Màgica Fairy Tail. En el seu viatge coneix en Natsu, un noi jove que està buscant l'Igneel, un drac de foc que el va criar (també anomenat Salamander) del qual en Natsu va heretar el seu poder i el seu sobrenom, i en Happy seu gat. Després de viure junts una breu aventura, la Lucy el convida a dinar i en Natsu li explica que l'Igneel és un drac; mentre la Lucy li parla dels seus somnis d'unir-se a Fairy Tail. Al cap de poc, la Lucy és enganyada i segrestada per en Bora de la Prominència, que s'estava fent passar per un tal Salamandra de la confraria Fairy Tail i té la intenció de vendre la Lucy i altres noies com a esclaves. La Lucy és rescatada per en Natsu, que resulta ser l'autèntic Salamandra i un membre veritable de la Confraria Fairy Tail. Un cop rescatada en Natsu ofereix a la Lucy la possibilitat d'entrar a la confraria i ella accepta encantada. Des d'aquest moment en Natsu, la Lucy i en Happy formen un equip i comencen les seves aventures mentre compleixen missions per a Fairy Tail.
En l'univers de Fairy Tail, algunes persones tenen la capacitat d'utilitzar la màgia i, per tant, posseeixen poders més enllà de les persones normals. Aquesta societat de bruixots i bruixes està organitzada en diferents Confraries Màgiques, a on se'ls assignen missions remunerades.
El sistema de les confraries està governat pel Consell Màgic, que regula i vigila l'activitat de les confraries. Les confraries que no compleixen les lleis del Consell són declarades Confraries de la Foscor. Les Confraries de la Foscor són aquells grups que han comès crims contra la societat o que han acceptat missions de moralitat qüestionable, com assassinats. En el món de Fairy Tail la moneda és la Joia (ジュエル Jueru) i el seu símbol és una "J".
Fins al moment, tota l'acció ha tingut lloc al país de Fiore. En aquest país és on es troba la Confraria Fairy Tail, a més de ser el lloc on hi ha el Consell Màgic i altres indrets visitats pels protagonistes. L'any on té lloc l'acció, com se suggereix en el capítol 66, és l'any 784.
Sembla que l'univers de Fairy Tail té certes connexions amb l'obra anterior de Hiro Mashima, Rave Master, com el fet que la Lucy és capaç d'invocar en Plue, una estranya criatura amb aire canins.

## Personatges

### Natsu Dragneel
En Natsu Dragneel (ナツ ドラグニル, Natsu Doraguniru): És el protagonista masculí de la sèrie i membre de la confraria Fairy Tail. El seu nom, Natsu (夏), significa "estiu" en japonès. Té el segell de membre de gremi en l'espatlla dreta.
En Natsu és de naturalesa despreocupada i imprudent, i contínuament està discutint (sempre amistosament) amb altres membres de la confraria. Té una relació particularment propera i també competitiva amb dos dels seus companys: en Gray Fullbuster i la Erza Scarlet. En Natsu pateix mareig per moviment sigui quin sigui el mitjà de transport que utilitzi, incloent trens, vaixells, carruatges, confraries mòbils i fins i tot les persones quan el porten a collibè. Quan es mareja perd totes les forces i fins que el moviment no pari, no serà capaç de tornar a lluitar. Juntament amb el seu company, en Happy, un gat màgic, té l'objectiu de trobar el seu pare adoptiu desaparegut, l'Igneel.
A causa dels seus cabells roses, de la seva bufanda amb un estampat d'escates de drac i de la màgia del foc que utilitza, s'ha guanyat el sobrenom de "Salamandra" (Salamander), que comparteix l'Igneel, el seu pare adoptiu. Gràcies a la seva màgia, té la capacitat de recuperar les forces menjant qualsevol tipus de foc (menys el que ell mateix ha creat). La seva força i la seva reputació com un dels mags de foc més poderosos el fa un dels membres més prominents de Fairy Tail. L'Erza ha declarat que el poder real d'en Natsu es troba adormit al seu interior i que encara s'ha de despertar, i que si creu en ell mateix, un dia serà capaç de superar-la. S'ha observat que els poders d'en Natsu creixen exponenciàlment si experimenta emocions fortes, sobretot quan s'enfada, cosa que s'observa fàcilment durant la seva lluita amb l'Erigor.
La seva màgia és Dragon Slayer una màgia creada per interceptar dracs, la constitució d'un Dragon Slayer és la d'un drac, capaç de llançar atacs d'alè. Hi ha Dragon Slayers de diferent tipus, el tipus de foc.
No se sap que se'n va fer dels pares biològics d'en Natsu. L'Igneel, el drac de foc, va descobrir en Natsu al bosc i el va criar com el seu propi fill, ensenyant-li a llegir i parlar i també el poderós estil de màgic conegut com a l'Assassí de Dracs (Dragon Slayer), un tipus de màgia que es diu que es va crear per a interceptar els dracs. La seva màgia li dona l'habilitat de menjar-se tots els tipus de foc, amb l'excepció del que ell mateix genera. En Natsu aprèn d'en Zarti que el seu tipus de màgia es considera Màgia Perduda (Lost Magic) a causa de la seva força destructiva. Les raons perquè l'Igneel va ensenyar aquest estil de màgia a en Natsu són desconegudes. L'Igneel va desaparèixer quan en Natsu era petit, concretament el dia 7 de juliol de l'any 777, 7 anys abans de l'inici de la història que explica el manga, i des de llavors que intenta trobar-lo. Després de la desaparició de l'Igneel, en Natsu s'uneix a Fairy Tail. Fins ara en Natsu només s'ha trobat una altra persona que utilitzi la màgia de l'Assassí de Dracs, a qui, com a ell, va ensenyar un drac.
Malgrat la seva naturalesa temerària, mostra un gran valor en el camp de batalla, on identifica ràpidament els punts febles dels seus adversaris i crea estratègies per a impedir els plans dels enemics. La seva dedicació a la confraria i als seus companys és molt gran, impedint diverses vegades la mort i l'autosacrifici de diferents membres, com en Macau i en Gray.
En Natsu i en Gray estan lluitant contínuament, des de lluites de coixins a lluites màgiques. En Natsu sembla un mal perdedor, que mai admet la seva derrota. Sempre que en Gray i ell tenen problemes per decidir el guanyador, criden la Lucy perquè faci d'àrbitre, i ella aconsegueix calmar-los la majoria de vegades.
En Sieglein ha esmentat que té certs plans per a en Natsu, però la naturalesa d'aquests plans encara no ha estat revelada.

### Happy
En Happy (ハッピー, Happī): És un gat de color blau amb poders màgics, que podrien ser la raó per la qual té la capacitat de parlar. La seva habilitat és la de fer créixer ales a la seva esquena (de forma temporal) i volar, i és capaç de transportar una persona en aquesta forma. Aparentment, en Happy pot volar a una velocitat increïble (ja que l'Eligor triga una mica menys d'una hora a arribar a Clover, mentre en Happy portant en Natsu l'atrapa en pocs segons). També és l'única manera de transport que fa que en Natsu no es maregi. Quan la Lucy li va preguntar perquè no es marejava, va respondre molt enfadat que en Happy és un amic, no un mitjà de transport. Irònicament, més tard en Natsu es mareja quan en Gray el porta a coll-i-bé quan està ferit.
En Happy està molt unit a en Natsu i de seguida es fa amic de la Lucy, formant un equip al principi de la història. En Happy és un membre de ple dret de Fairy Tail i porta el seu segell de membre a l'esquena. Encara no s'ha revelat si és freqüent que els animals parlin al món de Fairy Tail o si en Happy és un mag transformat en gat. Tampoc se sap si en Happy pot utilitzar la seva màgia de forma ofensiva.
En Happy té una naturalesa molt alegre, mantenint un ample somriure en la cara fins i tot davant el perill. Juntament amb la Lucy és un dels membres amb més seny de Fairy Tail i sovint actua com a mediador entre en Natsu i en Gray. Li encanta menjar peix i odia tots els gossos excepte en Plue.
Originalment, en Happy havia de dir-se Freyr, com el déu de la mitologia nòrdica, però l'autor va pensar que el nom no li esqueia i el va canviar.

### Lucy Heartfilia
La Lucy Heartphilia (ルーシイ・ハートフィリア, Rūshi Hatofiria): És una bruixa de 17 anys i és la protagonista femenina de Fairy Tail. Segons l'autor, la va anomenar així per la cançó dels Beatles "Lucy In The Sky With Diamonds". És la membre més nova de la confraria Fairy Tail, a la qual s'uneix al principi de la història. El segell de membre de la confraria de la Lucy es troba al dors de la seva mà dreta.
Al començament de la història, la Lucy és una bruixa novícia independent que busca una confraria màgica a la qual unir-se i està particularment interessada en Fairy Tail, a la que considera la confraria màgica més forta de totes. Es va trobar en Natsu en un poble, on ell la va rescatar d'un Encanteri d'Encís llançat per en Bora de la Prominència, un altre mag. Encara que explica a en Happy que va estar considerant unir-se a Phantom Lord, la confraria rival de Fairy Tail, a causa de la seva similar naturalesa escandalosa i per la seva personalitat única, però està contenta i orgullosa d'haver-se unit a Fairy Tail. Després d'haver estat rescatada per en Natsu del vaixell d'esclaus, la convida a unir-se a la seva confraria. Una vegada dins de Fairy Tail, la Lucy es converteix en membre de l'equip d'en Natsu i en Happy
La Lucy és una de les membres més intel·ligents i amb més seny de la confraria, tenint un sentit comú que els falta a altres membres de la confraria. La Lucy també té molta confiança en la seva aparença i sensualitat, és una vanitosa encara que no li agradi admetre-ho. A pesar d'aquesta actitud superficial, la Lucy és una apassionada de la literatura i està en procés d'escriure la seva pròpia novel·la sobre les seves aventures amb Fairy Tail, encara que no pensa deixar-la llegir a ningú fins que la tingui acabada. El que sí que se sap és que la primera que la podrà llegir serà la Levy. Viu en una casa llogada al poble on es troba la confraria. És una membre de la família Hearthphilia, una de les famílies més riques i influents del país de Fiore. No obstant això, a causa de la relació freda que té amb el seu pare (que només pensa en ell i en com guanyar més diners) i de la mort de la seva mare, va decidir marxar de casa per seguir el seu propi camí.
També cal fer incís en el punt que és una de les dues úniques persones capaces de fer estar quiets en Natsu i en Gray sense haver-los apallissat primer. En Natsu i en Gray tenen por d'ella quan està enfadada, encara que la màgia de la Lucy no sigui tant poderosa com la seva i no els pugui clavar una pallissa com fa l'Erza.
La Lucy utilitza la màgia dels Esperits Estel·lars, una habilitat que li permet invocar esperits d'un altre món utilitzant les Claus de les Portes. Els seus Esperits Estel·lars tenen diferents nivells de poder, cadascun amb una habilitat diferent que serveix per a dur a terme diferents tasques. Per exemple, Aquarius pot controlar l'aigua, mentre el poder de Taurus té relació amb la força física. A més de les claus, la Lucy porta un fuet, que utilitza amb habilitat sorprenent. La Lucy explica a en Natsu que els mags que utilitzen els Esperits Estel·lars tenen el potencial per a obtenir les Claus de Plata (molt comunes i que es poden comprar a les botigues) i les extremament rares Claus d'Or, que obren les portes del "Zodíac Eclíptic". Cada Clau d'Or té gravada el símbol del zodíac que indica quin esperit invoca. Segons la Lucy, mentre hi ha un gran nombre de Claus de Plata, només existeixen 12 Claus d'Or. Fins al moment, la Lucy ha aconseguit 6 Claus d'Or i 4 Claus de Plata. També ha aconseguit invocar alhora tots els esperits de les seves Claus d'Or (5 a la vegada) més en Plue, i encara que va durar només uns segons, demostrant així el seu poder. La propietària anterior de la clau d'en Loki també era una bruixa molt poderosa, però no era capaç d'invocar més d'un esperit alhora.
Claus d'Or
- Aquarius. Aquarius o "la portadora d'aigua" és una sirena amb els cabells llargs i amb tres piercings a cada costat de la seva cua. És molt egoista, té novio i no li agrada gens la Lucy, i sovint acaba atacant tant els enemics com la mateixa Lucy. Utilitza la seva gerra per llançar grans onades d'aigua.
- Taurus. Taurus o "el brau" és un minotaure amb la pell amb clapes blanques i negres i una anella al nas. Porta un banyador slip, guants, benes al voltant dels avantbraços, unes botes que li arriben fins als genolls, un collar i una corretja al voltant del pit per a poder guardar la seva arma: una destral gegant de dues fulles. És un pervertit i està constantment fent compliments sobre els pits de la Lucy.
- Cancer. Cancer o "el cranc" és un perruquer amb ulleres de sol, que porta un parell de tisores i un pentinat amb forma de pinça de cranc. Porta també 6 grans potes de cranc que li surten de l'espatlla. El primer cop que és convocat, en Happy pensa que en Cancer acabaria les seves frases amb la paraula kani (cranc en japonès), però en realitat les acaba amb la paraula ebi (llagostí). Suposadament és el perruquer de la Lucy.
- Virgo. Virgo o "la verge" és una criada amb manilles i cadenes al voltant dels seus canells. La seva habilitat és la d'excavar sota terra. La forma femenina que agafa depèn dels gustos del seu propietari. Originalment el seu contracte estava fet amb el Duc d'Evaroo i prenia la forma d'una criada gegant i obesa. Quan la possessió de la seva clau va canviar a la Lucy, la seva aparença va canviar per ser la d'una criada prima i bonica. Es refereix a la Lucy com a princesa.
- Sagittarius. Sagittarius o "el centaure" és un home que porta una disfressa de cavall, amb mans humanes que surten de dins dels cascos i que li permeten subjectar el seu arc. La Lucy va obtenir la Clau d'Or de Sagittarius després d'alliberar els habitants de Garuna Island de la maledicció que els afectava.
- Leo. Leo o "el lleó" és l'esperit que la Lucy ha obtingut més recentment, el qual era de fet en Loki, un membre de Fairy Tail. En Loki va ser expulsat del Món dels Esperits Estel·lars per causar inadvertidament la mort del seu últim propietari, però quan la Lucy s'enfronta al Rei dels Esperits Estel·lars i després de defensar-lo apassionadament, li permeten el retorn al Món dels Esperits Estel·lars i la Lucy obté la seva clau, amb la promesa d'en Loki de ser la seva "força". Estranyament, en Loki és l'únic Esperit del Zodíac que no té característiques animals. En el passat, portava un pentinat que recordava la cabellera d'un lleó, amb punxes similars a les orelles d'un felí.
-"Capricorn" Capricorni. És un esperit amb forma de cabra, esperit de la Lucy i antingament de la Laila Heartfilia la seva mare. Té la capacitat d'invocar homes i té un gran poder màgic, ja que va estar molts anys al món humà, tot i que pertanyia a la Lucy però ella no ho sabia. Va ser posseït per un home durant molt temps.
Claus de Plata
- Crux. Crux o "la creu del Sud" pren la forma d'una gran creu feta de pedra, amb braços, cames i cara. També té un nas i un bigoti amb forma de creu. Està especialitzat a buscar informació sobre diferents esperits i els seus amos.
- Horologium. Horologiu o "el rellotge" és un gran rellotge de pèndol amb braços, cames i cara (allà on té els números que marquen l'hora). Dins seu hi ha prou espai perquè la Lucy s'hi amagui, de la qual cosa ella s'aprofita i l'utilitza com a refugi o com a mitjà de transport. Un cop es troba a dins, l'Horologium parla per ella, acabant totes les frases amb ... ella ha dit.
- Lyra. Lyra o "la lira" apareix per primer cop al capítol 28. Porta un barret rodó, un vestit i té ales a la seva esquena. Canta sobre les emocions i sovint li agrada que li facin peticions sobre què tocar. Sembla que té certs coneixements sobre encanteris màgics, ja que parla al grup sobre la màgia de la Lluna, la Gota Lunar (Moon Drip), i com pot vèncer qualsevol encanteri.
- Nicola el Ca Menor. En Nicola és rebatejat com a Plue per la Lucy i aparentment és el mateix Plue de l'obra anterior de l'autor. No sembla tenir cap habilitat especial, a part de cancel·lació de màgia, i el seu ús és més com a mascota de la Lucy. En Natsu sembla tenir l'habilitat d'entendre el que diu.

### Gray Fullbuster
En Gray Fullbuster (グレイ・フルバスター, Gurei Furubasutā): És un membre de Fairy Tail. És un mag de gel de 18 anys i practica l'alquímia del gel, l'art de donar forma al gel. Degut al seu entrenament, es troba més confortable amb poca roba i sovint s'oblida de posar-se la roba o bé se la treu sense adonar-se'n, per la qual cosa l'acusen sovint de ser un exhibicionista. Ell i en Natsu tenen una rivalitat amistosa i sovint se'ls veu lluitant un contra l'altre. La Lucy creu que la naturalesa de les seves màgies és la causa que sempre s'estiguin barallant. El seu segell de membre es troba al costat dret del seu pit.
Gran part de la història anterior d'en Gray es revela durant la part de la història de Garuna Island. En aquesta aventura, en Gray s'uneix a l'equip d'en Happy, la Lucy i en Natsu en una missió de classe S, després que el mestre Makarov l'enviés a buscar i fer tornar el trio. Encara que els va trobar ràpidament i que va començar a lluitar amb en Natsu per a fer-los tornar a la confraria, acaba sucumbint a la curiositat i s'uneix a la missió. Durant aquest arc argumental, el principal antagonista és en Reitei Leon, excompany d'entrenament d'en Gray sota la tutela de la Ur, una poderosa bruixa del gel, que segons en Sieglein, es trobaria entre els 10 Grans Mags (Ten Great Holy Mages) si encara fos viva. La Ur va prendre en Gray com a alumne i fill adoptiu després de trobar-lo en un poble destruït pel dimoni Deliora, que també havia matat tota la gent del poble, inclosos els pares d'en Gray. Com a resultat, en Gray accepta convertir-se en mag per aconseguir venjar-los algun dia. Va ser durant aquest entrenament que en Gray va agafar l'hàbit poc usual de despullar-se en públic, ja que la Ur li feia fer perquè s'adaptés al fred.
No obstant això, a causa de l'obstinació d'en Gray, va decidir desafiar prematurament en Deliora, que va causa que la Ur s'hagués d'autosacrificar per a empresonar en Deliora i protegir en Gray i en Leon. En Gray sembla haver heretat una personalitat altruista similar, que es mostra durant els seus dos intents d'utilitzar la Closca de Gel (Iced Shell), un encanteri que transforma el qui l'utilitza en gel, sobre en Leon i en Deliora per a protegir en Natsu, la Lucy i en Happy.
L'habilitat i força d'en Gray com a mag de gel és mostrada ràpidament en la història. Durant la part de la història de la Flauta de la Mort, lluita juntament amb en Natsu i l'Erza per a derrotar el dimoni despertat per la maldat acumulada a la Flauta de la Mort. Durant aquest combat, els membres de la Lliga Màgica elogien la seva rapidesa en donar forma al gel. Més endavant, derrota la Jubia, un dels components dels Elemental Four de la confraria Phantom Lord, encara que aquesta victòria pot estar influenciada en part pel fet que la Jubia se senti atreta per en Gray. La Jubia comenta com és d'increïble l'habilitat d'en Gray, sorpresa de com és capaç de congelar tant la seva aigua bullent com la pluja- Després de la derrota de Phantom Lord, la Jubia espia secretament en Gray, portant-li carmanyoles amb el dinar mentre ell i la resta de Fairy Tail estan reconstruint l'edifici de la confraria.
Després que la identitat d'en Loki hagi estat revelada, en Gray i els seus amics decideixen anar-se'n de vacances, durant les quals la Jubia els espia secretament. Fins i tot ella comenta com n'és de valent en Gray per treure's els pantalons i la roba interior en el mar. Després decideix apropar-se a en Gray i mentre li parla de què ha estat pensant unir-se a Fairy Tail, són atacats per un assaltant misteriós. La Jubia s'uneix a en Gray i els altres en la missió de rescat posterior i de moment sembla una més de l'equip.
En certes vinyetes, els collars d'en Gray semblen molt similars a la Pedra Rave (Rave Stone) que és un element crucial d'una altra de les històries de l'autor, "Rave Master". L'autor ha declarat que no en recorda el nom.

### Erza Scarlet
L'Erza Scarlet (エルザ・スカーレット, Eruza Sukāretto): És una bruixa espadatxina de 19 anys de la confraria Fairy Tail. És molt forta i sempre va vestida amb una armadura. El seu nom deriva del d'un personatge d'una història curta dibuixada anteriorment per l'autor, anomenat "Eru". Un altre possible origen per al seu nom és Elsa, que en italià significa "empunyadura de l'espasa", encara que també és un nom de persona molt comú. És la dona més forta de Fairy Tail i un dels 4 mags de classe S, els 4 mags més forts de la confraria i els únics a qui es permet l'accés a la segona planta de la confraria, on es troba la cartellera on es publiquen les missions més perilloses. L'Erza és una persona molt estricta, que sovint critica el mal comportament i hàbits d'altres membres de la confraria, cosa que provoca que la majoria d'ells es disculpin per por que provoquin la seva còlera. També és molt impacient, li agrada que les persones responguin ràpidament les seves preguntes. El seu segell de membre es troba a la part superior del seu braç esquerre.
L'Erza utilitza Equipació (Ex-quip), un tipus de màgia que li permet equipar-se amb armes i armadura a voluntat. Destaca per la seva habilitat per a equipar-se ràpidament i és l'única bruixa espadatxina capaç d'equipar-se i canviar-se d'armadura mentre lluita, guanyant-se així el sobrenom d'Erza la Titanessa. La seva força és tan gran que fins i tot mags forts com en Natsu i en Gray li tenen por, una por que fa que en la seva presència deixin de barallar-se i es comportin com si fossin els millors amics del món. Malgrat el seu gran poder, decideix reclutar en Natsu i en Gray per a la missió contra la Confraria de la Foscor Eisenwald. La Mirajane comenta que segurament aquest equip és el més fort de la confraria, encara que això no implica que en Gray, en Natsu i l'Erza siguin els més forts de Fairy Tail. En Happy diu que la màgia de l'Erza és bonica perquè fa que surti una gran quantitat de sang dels seus contrincants.
La seva força és repetidament comentada al llarg de la història i anteriorment ha derrotat diferents membres de Fairy Tail en combats cos a cos, incloent en Gray, en Natsu i en Loki. Després de la part de la Flauta de la Mort, accepta tornar a lluitar amb en Natsu però el combat es veu interromput per la seva detenció, que acaba sent una simple formalitat. Quan més tard en el saló de la confraria en Natsu s'adona que el combat no s'havia acabat, decideix seguir el combat allà mateix i l'Erza li dona un cop que l'envia a l'altra punta d'habitació, deixant-lo inconscient. Com que en Mist Gun arriba just en aquell moment, no se sap si en Natsu queda KO per culpa de l'Erza o per la màgia de la son d'en Mist Gun. Durant aquest episodi es revela que té certa relació o bé una història passada amb en Sieglein, però el mag li diu que no té ganes de parlar de cert incident, detalls del qual encara han de ser revelats. Després d'aquesta trobada, l'Erza afirma que en Sieglein és "malvat".
Durant la part de Garuna Island, encara que va ser enviada a buscar i fer tornar en Happy, en Gray, la Lucy i en Natsu, decideix ajuntar-se amb ells per a completar la missió de classe S després d'haver estat convençuda per en Gray.
Encara que aquest tema no ha estat exposat profundament encara, es creu que en Natsu, l'Erza i en Gray se senten molt units els uns als altres. Mentre s'estan a casa la Lucy, l'Erza revela que els tres se solien dutxar junts. Més endavant es revela que els tres van entrar a formar part de Fairy Tail quan eren nens. L'Erza sembla una espècie de "germana gran" per a en Natsu i en Gray.
Com la gran majoria de membres de Fairy Tail, mostra una gran lleialtat i dedicació cap en Makarov i la confraria. Durant la guerra contra la Confraria Màgica Phantom Lord, va lluitar més enllà del seu propi límit, enfrontant-se a molts dels seus membres més poderosos. També es va convertir en el líder de facto mentre en Makarov estava rebent tractament quan la seva màgia va ser absorbida.
També es mostra que a l'Erza li encanta fer d'actriu, encara que la seva por escènica fa que quequegi i barregi les paraules. Li agrada utilitzar la seva màgia no només per a equipar-se amb armadura, sinó també per a vestir-se. A més a més, li encanta endur-se gran quantitat d'equipatge quan viatja i és molt bona apostant.
La part de la història que es desenvolupa en aquests moments sembla dedicada a l'Erza i el seu passat. Mentre estava guanyant en la ruleta en el casino d'un hotel, diverses persones que semblen conèixer-la apareixen. Revelen que són els amics de la infància de l'Erza i l'acusen de traïdora. Una lluita segueix i després de deixar KO en Gray, en Natsu, la Lucy i la Jubia, aconsegueixen capturar l'Erza i en Happy. El seu pla consisteix a portar l'Erza davant d'una persona misteriosa anomenada Jeral a la Torre del Paradís, que té la intenció d'utilitzar l'Erza com a sacrifici en el temut projecte R.
Més endavant s'explica que abans d'unir-se a Fairy Tail, l'Erza era una nena esclava que ajudava a construir la Torre del Paradís. Va ser llavors que va conèixer en Jeral, quan també ell era un nen. Quan l'Erza i els seus amics van intentar revelar-se, els guàrdies van capturar en Jeral i l'Erza va intentar salvar-lo fent pinya amb tots els altres esclaus. Quan un dels esclaus vells va morir en la batalla, la màgia de l'Erza es va despertar a causa de l'estrès, matant tots els guàrdies.
Quan l'Erza acaba trobant en Jeral, la seva personalitat ha canviat permanentment a causa de la influència d'en Zeref, el mag malvat. En Jeral decideix que utilitzarà els esclaus per a completar la Torre del Paradís per a poder ressuscitar en Zeref. Permet que l'Erza s'escapi i l'amenaça de matar els seus amics si explica a algú el que passa allà.
Armadures (No totes)
- El Cavaller (The Knight): és l'armadura que utilitza l'Erza per a enfrontar-se a molts enemics alhora. L'Erza es rodeja a si mateixa amb diverses espases que poden ser llançades contra els seus oponents. Aquesta armadura apareix per primera vegada en la part de la història de la Flauta de la Mort.
- Armadura d'Ales Negres (Black Wing Armor): una armadura que augmenta el poder destructiu dels seus atacs. Amb aquesta armadura només utilitza una espasa i porta a l'esquena ales de rat-penat. És vista per primera vegada lluitant contra en Lullaby, el monstre de la Flauta de la Mort.
- Armadura de l'Emperador de les Flames (Flame Emperor's Armor): armadura resistent a les flames, que redueix un 50% del poder destructiu dels atacs de foc. Aquesta armadura no té cap part que cobreixi les espatlles però cobreix molt més les extremitats. Les botes que porta recorden els peus d'un drac. La utilitza per primera vegada en el seu duel contra en Natsu.
- Armadura del gegant (The Giant's Armor): aquesta armadura augmenta la força del poder de llançar coses de l'Erza. Es veu per primera vegada a Garuna Island.
- Armadura d'Hèrcules (Herculean Armor): l'armadura de defensa definitiva. Aquesta armadura permet a l'Erza suportar la màgia disparada pel Júpiter, el canó de Phantom Lord.
- Armadura de Heart Kreuz (Heart Kreuz Armor): és l'armadura que porta sempre com a roba de carrer, que està feta per encàrrec. La seva espasa també està feta per en Heart Kreuz.
- Armadura del Purgatori (Purgatory Armor): la seva armadura més forta, ja que diu "ningú que hagi vist aquesta armadura ha seguit amb vida per explicar com és". No es coneixen les seves característiques perquè va ser destruïda de seguida per l'espasa de l'enemic.

### Makarov Dreyar
En Makarov Dreyar (マカロフ, Makarofu Doreā): És el "Mestre" actual de la confraria Fairy Tail. Té 88 anys i és també un dels 10 Grans Mags (Ten Great Holy Mages). A en Makarov no li agrada gens ni el Consell Màgic ni totes les lleis que volen imposar a les confraries. Freqüentment intenta equilibrar les reprimendes del Consell i l'excentricitat de la seva confraria. Encoratja els seus membres perquè facin sempre el que creguin que és el que està bé, però ha mostrat certa por que un dia en Natsu, en Gray i l'Erza destrueixin una ciutat sencera. Les seves habilitats màgiques inclouen la màgia dels Titans, que li permet fer créixer parts del seu cos fins a una mida gegantina i convertir tot el seu cos en el d'un gegant. També pot controlar altres formes de màgia com el foc, el gel i el vent, cosa que indica que té un poder màgic immens. Els membres de la confraria es refereixen a ell carinyosament com a iaio (Ji-san) o avi. En Makarov considera tots els membres de la confraria els seus propis fills i faria qualsevol cosa per protegir-los. També té certs moments en què és una mica pervertit, que es mostren quan desitja ser esclafat entre els pits de la Lucy i quan la renya pegant-li al cul moltes vegades com a càstig.
Quan l'edifici de Fairy Tail és atacat per Phantom Lord, no sembla que li importi i fa veure com si res no hagués passat, dient que les Guerres de Confraries estan prohibides. No obstant això, després que l'equip Shadow Gear fos emboscat per Phantom Lord i crucificat en un arbre, decideix liderar un atac frontal contra la confraria rival. No obstant això, en Makarov, distret a causa de la seva ràbia, és emboscat per l'Aria de Phantom Lord, que provoca que perdi la seva màgia i força la retirada de Fairy Tail. L'Erza comenta que no seran capaços de derrotar en Jose, el Mestre de Phantom Lord, sense en Makarov, i la Polyushko comenta que en Makarov no va pensar fredament sobre l'atac i que es va precipitar al combat sense tenir en compte la seva edat, i li diu que és un idiota per actuar d'aquesta manera. Després de recuperar-se, en Makarov torna al combat i derrota en Jose amb la Llei de les Fades ("Fairy Law"), un encanteri molt poderós que només derrota aquells a qui ell considera els seus enemics. Després d'això, l'Aria intenta tornar-lo a atacar, però en Makarov el guanya fàcilment, demostrant que l'Aria només l'havia guanyat perquè havia perdut la concentració.
A causa de la seva avançada edat, ha considerat retirar-se, però considera que en Luxus no es preocupa gens pels altres, en Gildartz no pot assumir el càrrec de Mestre per alguna raó desconeguda, en Mist Gun és massa tancat i l'Erza massa jove i impulsiva per succeir-lo. Després de sentir els danys ocasionats per l'equip Erza-Lucy-Gray-Natsu-Happy, plora i diu que li és impossible retirar-se per ara.
En Hiro Mashima, l'autor, va declarar en un segment escrit en el volum 2 de la sèrie, que volia que en Makarov tingués un nom que sonés rus.

### Gajeel Redfox
En Gajeel també és un Dragon Slayer tal com és el Natsu, però ell és un Dragon Slayer de Ferro. Antigament era un membre de la Phantom Lord, però ara forma part de la confraria de Fairy Tail, en unir-se a Fairy Tail primer era un espia de Raven Tail, el gremi de l'Ivan, el fill d'en Makarov, però resulta que era per capturar a l'Ivan i era un espia doble. El Gajeel participa de company amb la Levy McGarden a l'examen de classe S a l'illa Tenroujima. La Levy se sent atreta per ell.

### Wendy Marvel
La Wendy és una nena de 12 anys, també és una Dragon Slayer, tal com són en Natsu i en Gajeel, però ella és la Dragon Slayer del Cel (Aire).
Papareix per primera veguada a la serie a la sega de Oració sis un gremi maligne

### Mirajane
La Mirajane (ミラジェーン, Mirajēn): És la bruixa més coneguda de Fairy Tail, en haver aparegut en diferents revistes relacionades amb el món de la màgia. Té 19 anys i és una ex-bruixa de classe S, especialitzada en la màgia de la transformació, també és la germana gran de l'Elfman, i la difunta Lisanna, que torna a reaparèixer al cap d'un temps. Li encanta cuinar i odia els escarabats. Quan la Mirajane era una bruixa de classe S, era coneguda arreu amb el sobrenom de "El Dimoni". No obstant això, a causa d'un incident del passat que va provocar la mort de la seva germana petita, la Lisana, la Mirajane va perdre gran part de la seva habilitat màgica i del seu esperit de lluita. A causa d'un esdeveniment recent en el que l'Elfman recupera les seves habilitats perdudes i la Mirajane guanya més confiança, pot ser que algun dia recuperi també les seves habilitats i pugui seguir endavant amb la seva vida.
La Mirajane té un paper de "mare" dins de la confraria, i sovint se la veu encarregant-se del bar de la seu de la confraria. Rarament se la veu de mal humor i pot tolerar totes les excentricitats dels membres de la confraria. No obstant això, un parell d'esdeveniments l'han destorbada sensiblement: la descoberta del robatori d'una missió de classe S per part d'en Natsu, en Happy i la Lucy i la decepció que té per culpa d'en Luxus després de la destrucció de l'edifici de la confraria.
La Mirajane va rebre el seu nom d'un videojoc on-line al que jugava en Hiro Mashima mentre creava els personatges del manga.

### Elfman
L'Elfman (エルフマン, Erufuman): És un mag de 18 anys. És un dels mags més forts físicament de Fairy Tail i té una habilitat anomenada Assumir (Take Over), que li permet absorbir el poder dels monstres que ha derrotat dins del seu braç dret, guanyant-se així el sobrenom de "Elfman Braç de la Bèstia". El seu segell de membre es troba en el seu coll.
Les seves habilitats es troben entre les de nivell més alt dins de Fairy Tail, però a causa d'esdeveniments passats, no és capaç d'utilitzar Assumir per a transformar tot el seu cos. En la història s'explica que en el passat, va cometre un error al dur a terme la transformació de tot el seu cos, que va dur-lo a perdre el control sobre les seves accions. La Lisana, la seva germana petita i antic membre de Fairy Tail, va sacrificar la seva vida per a trencar la seva concentració i ajudar-lo a recobrar el seny. Com a resultat, els seus intents de transformar tot el seu cos fan que tingui un flashback de la mort de la seva germana, perdi la concentració i l'encanteri es trenqui. Aquest incident també ha fet que el cor de l'Elfman hagi quedat tancat a l'amor. La Mirajane sempre es preocupa molt per ell, sobretot quan descobreix que l'Elfman va amb en Gray a ajudar en Natsu a l'interior de l'edifici de la Confraria Phantom Lord, encara que la Kana li digui que estarà bé.
Durant l'atac de la confraria Phantom Lord, la Mirajane és presa com a ostatge mentre es feia passar per la Lucy. L'Elfman, determinat a superar aquest contratemps i mantenir la promesa de "mai més veure les llàgrimes de la seva germana", va aconseguir recuperar l'habilitat de transformar tot el seu cos, que el va ajudar a derrotar en Sol, membre dels Elemental Four.
L'Elfman té un caràcter molt entusiasta i sembla estar obsessionat amb la virilitat i freqüentment crida (moltes vegades sense cap mena de sentit) consignes sobre com s'ha de ser i actuar per ser un home, com ara que un home ha de lluitar amb els punys, que un home ha de ser fort, que els homes mai ploren, etc. Odia estudiar i les seves germanes sempre l'havien d'ajudar a fer els deures.

### Lisanna
La Lisanna era la germana petita de l'Elfman i la Mirajane i també formava part de Fairy Tail, encara que la naturalesa de la seva màgia és anomenada, igual que l'Elfman, Assumir (Take Over). El seu segell de membre era a la part superior de la seva espatlla esquerra.
És molt possible que la Lisanna, l'Elfman i la Mirajane actuessin com a equip de tres membres, de la mateixa manera que l'equip Shadow Gear. Va perdre la seva vida intentar que l'Elfman es calmés i revertís la transformació del seu cos quan aquesta li va fer perdre el control sobre si mateix. La manera com va aconseguir que l'Elfman aconseguís recuperar el control no es coneix. El trauma mental i emocional que van patir l'Elfman i la Mirajane va fer decréixer els seus poders de forma considerable. La Mirajane va perdre la seva posició com a mag de classe S i des de llavors no ha lluitat més. L'Elfman va perdre la capacitat de transformar tot el seu cos durant cert temps. Quan ho intentava, un flashback de la mort de la Lisanna li feia perdre la concentració.

### Macao Convault
En Macao Convault és un dels mags de més edat de Fairy Tail, ja que té 36 anys. Utilitza un tipus especial de flama, la flama porpra, que no pot ser apagada pel vent o per l'aigua. També és un expert en la màgia de la transformació, amb una habilitat que fins i tot pot enganyar altres experts en la matèria com la Mirajane. Està divorciat i surt amb una noia més jove. Es diu que és molt popular entre les jovenetes i que fins i tot la Kana Alberona es va enamorar d'ell en el passat. Té un fill, en Romeo.
Per aconseguir que el bullying sobre el seu fill acabés, en Macau va viatjar tot sol a Hakobe Mountain per a derrotar els monstres Balkan. Va aconseguir derrotar 19 dels monstres però va ser derrotat pel vintè i el seu cos va ser assumit pel del monstre. Després que passés una setmana i no tornés a la confraria, en Romeo va demanar a en Makarov que pugés a la muntanya a buscar el seu pare, però en Makarov li va dir que l'orgull d'en Macau es mereixia que li donessin més temps. En Natsu, en Happy i la Lucy van anar a les muntanyes a buscar-lo i van derrotar el vintè Balkan, fent que es tornés a transformar en Macau.

### Loke
En Loke o Loki (ロキ Roki) és un membre de Fairy Tail al que li agrada molt flirtejar amb dones atractives, cosa que li ha fet merèixer el títol de "Mag que voldries com a xicot". Quan la Lucy arriba a la confraria, intenta flirtejar amb ella però després de descobrir que és una bruixa que utilitza els Esperits Estel·lars, ho deixa estar corrents. La Mirajane creu que la causa és que anteriorment li va passar alguna cosa amb una altra bruixa que utilitzés aquesta màgia. També menciona que en Loki una vegada va intentar lligar-se l'Erza, però que ella gairebé el va matar a causa d'això. La seva arma és un anell màgic i és un expert en el combat cos a cos. No obstant això, sembla interessat igualment per la Lucy, encara que li faci por, i és el que busca les Claus de les Portes que la Lucy va perdre i és qui després la salva d'uns bandits.
Després que en Loki desaparegués sobtadament de Fairy Tail, la Lucy descobreix que en Loki és un Esperit Estel·lar, en Leo el Lleó. La seva anterior mestressa era la famosa Karen Lilica, que era membre de la confraria Blue Pegasus. Des que ella va morir fa tres anys, en Loki s'ha quedat al món humà, incapaç de tornar al Món dels Esperits, ja que va ser exiliat per haver mort la seva mestressa. Ell mateix revela que l'estada prolongada d'un Esperit Estel·lar en el món humà acaba amb la seva mort.
Encara que reconeix que va matar la Karen, no la va matar ell personalment. La Karen era una abusiva, vanidosa i arrogant amb els seus altres Esperits Estel·lars, com la tímida i amable Àries. Un dia estava a punt de castigar l'Àries obligant-la a quedar-se al món humà durant 7 dies, cosa que probablement la mataria, quan en Loki, cansat de les seves rebequeries, es va invocar a si mateix en el lloc de l'Àries i va refusar tornar al Món dels Esperits fins que la Karen trenqués el pacte amb l'Àries i amb ell mateix, i quan aquesta no va voler, va marxar de casa seva. No obstant això, la Karen va morir en una missió abans de poder-lo alliberar, perquè mentre ell estigués al món humà, ella no podia invocar cap altre esperit. Per això en Loki es considerava responsable per la seva mort.
En Loki ja havia perdut l'esperança de poder tornar al Món dels Esperits i estava disposat a morir quan la Lucy va aconseguir convèncer el Rei dels Esperits Estel·lars perquè revoqués el seu exili. Ara en Loki és un dels Esperits Estel·lars de la Lucy i li va prometre ajudar-la sempre que ho necessités, i va tornar al seu món a recuperar-se. Amb ell, ara la Lucy és propietària de la meitat de les Claus d'Or.
Després de recuperar-se, veiem en Loki flirtejant amb la Lucy i sent amable i simpàtic amb tothom, i declara que ara la Lucy és el seu únic amor i que ell és el seu cavaller amb armadura. Abans que la Lucy s'enfadi i el torni altra vegada cap al Món dels Esperits, dona a l'equip de la Lucy tiquets per a un hotel de luxe al que havia planejat portar les seves xicotes, i ja que ell no hi podrà anar, vol que hi vagin ells per agrair-los tot l'ajut que li han donat.

### Cana Alberona
La Cana Alberona és una membre de Fairy Tail. El seu segell de membre es troba a la part inferior esquerra de la seva panxa. És una dona atractiva que s'enfada fàcilment i utilitza un tipus de màgia de les cartes. No se sap gaire coses sobre la seva màgia, però s'ha vist que la pot utilitzar per a buscar persones i per predir el futur. Sempre se la veu bevent algun tipus de beguda alcohòlica, normalment un barril gegant de cervesa. Cal mencionar també que té un gran cor. És un dels membres originals de Fairy Tail i n'ha format part des que era petita. És una de les líders de la confraria i la capitaneja en la lluita contra Phantom Lord. Una vegada va estar enamorada d'en Macau Convault.

### Mags de Classe S
A més a més de l'Erza Scarlet, hi ha 3 mags més a Fairy Tail (sense incloure en Makarov) capaços de poder realitzar una missió de classe S i de tenir accés al segon pis de la confraria. Són en Mistgun, en Luxus i en Gildartz, més comunament anomenat "Aquell Vell Xaruc".

#### Laxus Dreyar
En Laxus Dreyar és un mag de 23 anys de la confraria Fairy Tail que utilitza atacs basats en l'electricitat, a més d'altres tipus de màgia. També és capaç de transformar el seu cos en electricitat i viatjar ràpidament d'un lloc a un altre, com es veu quan en Natsu li vol clavar un cop de puny. És un dels mags més poderosos de la confraria, i com molts altres membres de la confraria, ha format part de Fairy Tail des que era ben petit, en part perquè és el net d'en Makarov. Com a resultat, és considerat (i a la vegada temut) un dels candidats amb més possibilitats per succeir en Makarov com a Mestre de la Confraria.
En Laxus es considera a si mateix el membre més fort de Fairy Tail. Porta un parell d'auriculars màgics amb una punxa i sovint se'l veu fumant un cigar. També té una misteriosa cicatriu que recorre el costat dret de la seva cara, que sembla tenir des de ben petit, com es veu en el flashback de l'Erza. A en Luxus sembla que els seus companys de confraria li importen ben poc. Quan la Mirajane li demana que torni i els ajudi en la seva lluita contra la confraria Phantom Lord, se'n riu d'ella i es nega a tornar. Diu que és culpa d'en Makarov que la guerra entre confraries comencés, i que en Makarov s'hauria de retirar ben aviat perquè ell sigui el nou líder. També va mostrar el seu costat més pervertit quan va dir que tornaria si la Lucy es convertia en la seva nòvia. També va intentar que la Kana es despullés per ell si volien la seva ajuda.
Encara que sigui un candidat a succeir en Makarov, aquest creu que les intencions d'en Laxus no són les correctes. En Laxus ja ha dit que quan hereti el lideratge de Fairy Tail, eliminarà tots els membres dèbils per crear la confraria més forta del país. Però quan en Makarov pensa en la seva successió, assumeix que la mentalitat d'en Laxus és un problema, i per això no és possible del tot que el succeeixi, pel que en el seu lloc considera l'Erza.

#### Gildarts Clive
En Gildarts és el mag més fort de Fairy Tail. Té el poder de destruir tot el que toca, per això la ciutat va ser remodelada en el "mode Gildarts", que fa que totes les cases es divideix i deixin un llarg camí sense interrupcions fins a Fairy Tail. En Gildarts és molt amic d'en Natsu, ja que de petit el va salvar i es van fer molt amics. En Gildarts al cap de 3 anys de missió torna i li diu al Natsu que ha trobat un drac de color negre que va fer que no pogués acabar la missió.

#### Mystogan
És l'últim dels quatre mags de classe S, que cada vegada que va a la confraria utilitza la màgia de la son per a fer dormir a tothom perquè odia que el vegin. En Makarov és l'única persona que no es veu afectada per la seva màgia, però el fa sentir-se cansat. En Laxus diu que ell també li ha vist la cara. En Mist Gun porta un bastó misteriós que encara no s'ha explicat perquè serveix. Porta una màscara de bandit que li cobreix la meitat inferior de la cara i una caputxa que li cobreix el cap deixant només una petita escletxa pels ulls.

### Shadow Gear
Shadow Gear és l'equip "espina dorsal" dins de Fairy Tail, i està compost per la Levi, en Jet i en Droy, que són amics des de petits.

#### Levi McGarden
La Levi McGarden és una bruixa de 17 anys, que apareix per primera vegada quan vol acceptar la missió de recuperar el llibre Daybreak de la mansió del Duc d'Evaro, encara que en Makarov li aconsella que no l'agafi, ja que la missió semblava que es tornava més perillosa. La seva màgia s'anomena Escriptura Sòlida i li permet fer que les paraules es tornin sòlides i llavors les llença als seus oponents. Per exemple, si la paraula "foc" fos llançada al seu enemic, a aquest li semblaria que ha estat colpejat per una bola de foc. La Levi té molt de talent en el camp de les llengües i és capaç de traduir diferents idiomes antics. Ella i la Lucy es fan amigues ràpidament gràcies a l'amor mutu que senten pels llibres. Fins ara, la Levi és l'única que ha pogut llegir la novel·la en què treballa la Lucy. Juntament amb els seus companys de Shadow Gear, va ser apallissada i "crucificada" en un arbre, amb el segell de Phantom Lord marcat a la panxa.

#### Jet
En Sarusuke, més conegut com a Jet, és un mag de 18 anys de Fairy Tail i forma part de l'equip Shadow Gear. La seva màgia s'anomena Alta Velocitat, que també rep el nom de Cames Divines. Aquesta màgia el converteix en la persona més veloç de la confraria. Està enamorat de la Levi, però aquesta el va rebutjar en 2 segons quan se li va declarar. És qui convenç la Lucy perquè deixi que altres persones llegeixin el seu llibre. Juntament amb la Levi i en Droy, són emboscats per Phantom Lord i crucificats en un arbre.

#### Droy
En Droy és un membre de Fairy Tail de 18 anys i el tercer component de Shadow Gear. La seva màgia té a veure amb el creixement de les plantes, que pot controlar. Porta una cinta en el seu pit que conté Carbó Viu, que són bàsicament petits contenidors per les seves llavors. També està enamorat de la Levi i el va rebutjar en 1 segon.

## Què és un Dragon Slayer?
Com ja sabem, en Natsu, en Gajeel i la Wendy són dragon slayers.
Els dragon slayers són persones capaces de matar a un drac amb la seva força, això es deu al fet que als dragon slayers els va criar un drac i, per tant, son capaços d'utilitzar la seva màgia.
Els dracs són els animals màgics mes poderosos de tots, per això els dragon slayers son tan temuts.
Hi ha cinc tipologies de dragon slayers.
Primera generació:són aquells que han sigut educats directament per un drac obtenint les mateixes habilitats
Segona generació:són aquells que els han implementat una lacrima la qual els permet obtenir la màgia de un drac 
Tercera generació:són aquells que a més de obtenir ensenyaments directes d'un drac tenen una lacrima implementada la qual els potencia el poder de dragon slayer.

Quarta generació: són aquells que obtenen una lacrima de dragon slayer en compte de la de un drac.

Cinquena generació:són aquells que obtenen el poder a partir de menjar-se els dracs, també coneguts com (Dragon Eaters)